# Виглиус
Виглиус — латинизированное имя, под которым известен голландский государственный деятель и юрист фризского происхождения Вигль ван Айтта ван Свихем (нидерл. Wigle Aytta van Zwichem).
Виглиус был вторым сыном в семье состоятельно крестьянина. После смерти старшего брата он обучался в Гааге в доме своего дяди Бернарда Бухо. После краткого периода учёбы в Девентере и Лейдене, Виглиус был передан на попечение Якоба Волкерда, который также был учителем сыновей Николааса Эверартса. Затем он учился в университетах  разных городов — в Лёвене, Доле, Бурже и других, уделяя внимание в основном юриспруденции. После завершения обучения он посетил основные научные центры Европы. Его способности привлекли к нему внимание Эразма Роттердамского и других известных учёных. Одновременно с чтением лекций по праву в университетах Буржа и Падуи, он занимал юридическую должность при епископе Мюнстера, которую оставил в 1535 году ради должности асессора в Императорском суде. Он, однако, отказался от предложения стать наставником принца Филиппа, сына императора Карла V и других выгодных и почётных должностей, предлагавшихся ему европейскими князьями, предпочитая оставаться в университете Ингольштадта, где 5 лет был профессором.
В 1542 году по предложению Карла V Виглиус стал членом Большого совета в Мехелене, а через несколько лет возглавил этот орган власти. Ему так же были доверены другие ответственные посты, и вскоре Виглиус стал одним из наиболее доверенных придворных императора, которого он сопровождал в 1546 году во время Шмалькальденской войны. Стремительный взлёт карьеры Виглиуса объясняется его обширными знаниями, которые были полезны императору в его спорах с сословиями. Хотя считалось, что Виглиус является автором императорского эдикта против религиозной терпимости сам он утверждал, что всегда был против суровости этого документа. После отречения Карла V в 1556 году, Виглиус также хотел подать в отставку, но Филипп убедил его остаться на государственной службе, наградив званием коадъютора Сен-Баво.
В 1559 году, когда Маргарита Пармская стала штатгальтером Испанских Нидерландов, Виглиус вошёл в узкий круг лиц, осуществлявших управление провинцией. Тем не менее, желание отойти от дел его не покидало, и 1565 году ему было позволено оставить пост главы государственного совета с сохранение других должностей. При этом он потерял доверие Маргариты, обвинившей его в нечестности, симонии, одновременно с этим возникли подозрения в религиозных уклонениях. После прибытия в Нидерланды герцога Альбы, Виглиус некоторое время сотрудничал с ним, пока между ними не возникли разногласия. Здоровье Виглиуса ухудшалось и, после кратковременного тюремного заключения вместе с другими членами государственного совета, он умер в Брюсселе в 1577 году и был похоронен в аббатстве Сен-Баво.
Виглиус был сторонником политики мира и умеренности, что не принесло ему поддержки и симпатии обеих сторон конфликта. Несомненно, Виглиус был скуп и нажил крупное состояние, часть которого оставил на основание госпиталя в родном Свихуме и колледжа в университете Лёвена. Он был женат на богатой даме Жаклин Даман (фр. Jacqueline Damant), но детей в этом браке не было.
Виглиус был автором большого количества трудов, а также подготовил первое издание парафраза Феофила.